# Dubrawka av Böhmen
Dąbrówka av Böhmen (tjeckiska: Doubravka, polska: Dobrawa eller Dąbrówka), född cirka 925, död 977, var en furstinna av Polen, gift med Mieszko I av Polen. 
Hon var dotter till Boleslav I av Böhmen och Biagota. 

## Barn
1. Boleslav I, kung av Polen, död 17 juni 1025
2. Gunhild, gift med Sven Tveskägg av Danmark